# Robert Jenkinson, 2:e earl av Liverpool
Robert Banks Jenkinson, 2:e earl av Liverpool, född 7 juni 1770, död 4 december 1828, känd som lord Hawkesbury mellan 1796 och 1808, var en brittisk statsman, premiärminister mellan 1812 och 1827. Han var son till George III:s rådgivare Charles Jenkinson, 1:e earl av Liverpool och hans första fru Amelia Watts, och halvbror till Charles Jenkinson, 3:e earl av Liverpool.
Jenkinson valdes 1790 till ledamot av underhuset, utsågs 1793 av Pitt den yngre till medlem av India board och var sedan, med ett kort uppehåll 1806–1807, minister ända till sin död. Han blev 1801 utrikesminister med säte i kabinettet och började då genast de förhandlingar, som ledde till freden i Amiens 1802. 1803 blev Jenkinson pär, 1804 (under Pitt) inrikesminister och överhusets ledare, ledde där oppositionen under Grenvilles kortvariga ministär samt återtog i mars 1807 sina förra ämbeten (med Portland som ministärens nominelle chef). 
År 1808 ärvde han vid faderns död titeln earl av Liverpool och var 1809–1812 under Perceval krigs- och kolonialminister. Då Perceval mördades 1812 uppstod en långvarig ministerkris, som slutade med att Jenkinson blev premiärminister i juni. Den regering som Jenkinson bildade, lyckades behålla makten i femton år. Åren 1812–1815 hade den en rad av lysande framgångar som kröntes med traktaterna i Wien och Paris 1815. Den reaktion som följde i nästan hela Europa kom även toryregeringen till godo. 
Genom undantagslagar och stränghet kuvades det inom landet, särskilt i arbetarklassen, härskande missnöjet. Med envishet och framgång motsatte sig Jenkinson det liberala partiets krav på parlamentsreform, frihandel och katolikernas emancipation.
Trots att bland annat processen mot drottning Karolina och den stora handelskrisen 1825 och 1826 innebar stora svårigheter för regeringen, behöll kabinettet en stabil majoritet. Ett slaganfall den 27 februari 1827 gjorde Jenkinson oduglig för politiken och tvingade honom att avgå. Hans avgång medförde snart även att de stränga torygrundsatserna föll, för redan under hans efterträdare, George Canning – vilken sedan Castlereaghs självmord 1822 som utrikesminister lett den yttre politiken – började de liberala idéerna vinna insteg även inom regeringens inrikespolitik.